# 卡姆登鎮區 (明尼蘇達州卡弗縣)
卡姆登鎮區（英語：Camden Township）是位於美國明尼蘇達州卡弗縣的一個行政鎮區。

## 地方資料
卡姆登鎮區的面積為89.50平方千米，當中陸地面積為87.90平方千米，而水域面積為1.60平方千米。根據2020年美國人口普查的數據，當地共有人口924人，而人口密度為每平方千米10.32人。